# 2060
L'any 2060 (MMLX) serà un any comú que començarà en dijous segons el calendari gregorià, l'any 2060 de l'era comuna (CE) i Anno Domini (AD), el 60è any del tercer mil·lenni, el 60è any del segle xxi, i el primer any de la dècada del 2060.

## Esdeveniments
Països Catalans
- 17 de gener: Se celebren 50 anys de la inauguració de l'aeroport de Lleida-Alguaire.
- 19 de maig - Barcelona: Cent anys enrere s'hi celebraven els Fets del Palau de la Música: la interpretació del Cant de la Senyera provoca mesures de repressió contra el catalanisme per part de les autoritats franquistes.
- 13 d'octubre, Andorra: L'any 2010 el govern d'Andorra aprovava el Nomenclàtor d'Andorra que fixa la “forma oficial dels topònims del Principat d'Andorra”.[1]
- 28 de novembre: Fa 50 anys sortia el primer número del diari Ara.

Resta del món
- 12 de gener: Es compleixen 50 anys del Terratrèmol d'Haití que provocà el col·lapse de la capital del país i centenars de milers de morts.
- 28 de novembre - Mauritània: Fa 100 anys que aquest país s'independitza de França.
- 11 de desembre: Es compleixen 50 anys dels Atemptats amb bomba a Estocolm.

Prediccions
- 30 d'abril: es preveu un eclipsi solar.[2]
- 24 d'octubre: es preveu un eclipsi solar.[3]
- Un terç de l'energia mundial podria ser solar, segons les projeccions de l'Agència Internacional de l'Energia (IEA).[4]
- La temperatura mundial podria augmentar 4 °C de mitjana.[5][6]
- El nivell del mar augmentarà entre 22 i 35 centímetres.[7]
- La Xina i l'Índia combinades seran econòmicament més grans que tot el món desenvolupat.[8]
- L'Oficina d'Estadístiques Nacionals preveu que la població del Regne Unit serà de 81 milions.[9]
- Japó estima que el 40% de la seva població serà de jubilació, mentre que la seva població s'haurà reduït en un 30% del màxim.[10]

Ficció
- Isaac Newton va predir que el món, segons la seva interpretació de la Bíblia, acabaria a partir del 2060.[11]